# Hyobanche fulleri
Hyobanche fulleri är en snyltrotsväxtart som beskrevs av Henry Phillips. Hyobanche fulleri ingår i släktet Hyobanche och familjen snyltrotsväxter. Inga underarter finns listade i Catalogue of Life.